# Zaseda Gearyja
Zaseda Gearyja, znana tudi kot spopad pri Amwellu, je bil spopad v ameriški revolucionarni vojni, ki se je zgodil 14. decembra 1776 v občini Amwell v okrožju Hunterdon v New Jerseyju. Kornet Francis Geary, vodja čete dragoncev, je bil ustreljen v zasedi, ki so jo postavili lokalni miličniki pod vodstvom kapitana Johna Schencka.
Potem, ko so britanske sile v prvem delu kampanje v New Yorku in New Jerseyju zavzele New York City, so vzpostavile postojanke po celotnem osrednjem New Jerseyju. Geary, sin admirala sira Francisa Gearyja, je deloval iz postojanke v Penningtonu, ko je bil ubit v zasedi. Njegovo truplo so skrili in ga kasneje pokopali v plitvem grobu, s čimer so preprečili, da bi ga britanske čete našle. V 19. stoletju je lokalno zgodovinsko zanimanje privedlo do potrditve lokacije njegovega groba in postavitve spominskih obeležij na kraju samem in v Angliji.
Smrt Gearyja je bila ena izmed številnih akcij milice, ki so povzročile zmanjšan obseg britanskega izvidništva, kar je prispevalo h končnemu uspehu prehoda Georgea Washingtona čez reko Delaware in zmagi v bitki pri Trentonu.

## Ozadje
Potem, ko je general William Howe jeseni 1776 uspešno pregnal kontinentalno vojsko Georgea Washingtona iz New York Cityja, se je Washington umaknil čez New Jersey, zasledoval pa ga je general Charles Cornwallis. Washington se je v začetku decembra umaknil vse do reke Delaware, Britanci pa so začeli urejati zimske četrti v New Jerseyju in vzpostavili verigo postojank od Pertha Amboya do Bordentowna.
Britanci in njihovi hessenski zavezniki so redno pošiljali izvidniške in nabiralniške skupine. Te so bile ranljive za napade lokalnih milic patriotov. Območje okoli postojanke v Trentonu, ki ji je poveljeval Johann Rall in je bila naseljena predvsem s Hessenci, je bilo še posebej ranljivo za te napade milice, prav tako pa tudi oddelek 16. lahkih dragoncev, ki je bil nameščen nedaleč od Trentona v Penningtonu. Okrožje Hunterdon, severno od Trentona, je bilo območje, kjer so v začetku decembra poročali o grozodejstvih, vključno z obtožbami o posilstvih deklet in nosečnic, ki so jih zagrešile skupine britanskih in nemških vojakov; ta poročila so prispevala k povečanju dejavnosti milice patriotov na območju severno od Trentona.
Kornet Francis Geary je bil najstarejši sin in dedič admirala sira Francisa Gearyja in Mary Bartholomew. Rojen leta 1752, je odraščal v Surreyju in se izobraževal na Balliol College, Oxford. Leta 1773 je kupil kornetstvo v 16. lahkih dragoncih, Geary je bil leta 1776 poslan v Severno Ameriko, v New York pa je prispel konec septembra. Oktobra in novembra je bila Gearyjeva enota večinoma zaposlena z vpadi v severnem New Jerseyju, kjer so naleteli na malo organiziranega odpora, vendar je bilo 1. decembra njegovi četi ukazano, naj se utabori v Penningtonu. 14. decembra sta bila kornet Geary in sedem drugih članov 16. poslanih na sever na izvidniško misijo.

## Zaseda
Najpodrobnejši vir za to dejanje je izjava, priložena vlogi za vojaško pokojnino Johna Schancka, bratranca stotnika Johna Schencka, vodje patriotske milice; podrobni britanski zapisi očitno ne obstajajo. Po tem zapisu je Gearyjeva skupina jezdila skozi Amwell Township proti Flemingtonu, da bi preverila ali je zaloga soljene govedine in svinjine pripravljena za prevzem s strani vojske. Izpovedovalec je prejšnji dan prejel obvestilo o tem gibanju in ko je John Schenck izvedel zanj, se je naslednje jutro odpravil, zbral nekaj mož (osem po izpovedovalcu) in postavil zasedo v gozdnatem območju približno 5 km južno od Flemingtona. Ko je Gearyjeva četa prijahala mimo, je milica izstrelila salvo mušketnega ognja in ubila Gearyja. Bolj kratek opis neudeleženega britanskega častnika, ki je poročal o dogodku, je navajal, da je bil Geary opozorjen na bližajoči se ogenj, vendar ni mogel ubežati salvi. Dragonci so vrnili ogenj, vendar jih je neprekinjen ogenj milice pregnal.

## Posledice
Milica si je prisvojila dele Gearyjeve uniforme, vključno z njegovim mečem in srebrno ploščico na njegovi kapi, na kateri je bilo vgravirano njegovo ime. Britanske čete, ki so bile poslane, da bi jih srečale in prevzele zaloge, so zaslišale lokalne prebivalce in preiskale območje, vendar niso mogle najti njegovega trupla. Milica ga je skrila; naslednji dan je bil pokopan v plitvem grobu.
General John Burgoyne je v svoji vlogi polkovnika 16. polka pisal admiralu Gearyju:
Redkokdaj sem občutil tako ostro bolečino, kot je ta, ko vam sporočam novico iz Amerike, ki se osebno nanaša na vas. Bojim se, da je moj vir predober. Vaš sin je doživel vojaško usodo. Izkušen v nesreči, opisuje, kaj pomeni odpovedati se nečemu, kar je blizu srcu, in kako uboga je naša najboljša trdnost ob takšni preizkušnji. Nisem primeren, da bi vas tolažil ali spodbujal. Samo čas in razmislek vas lahko razbremenita: zato želim le dodati solze truplu. Moje zasebno žalovanje za sinom neprecenljivega starša in zagotovilo spoštovanja, ki ga gojim do njegovega spomina.— Burgoyne admiralu Francisu Gearyju, 26. februar 1777
Ta zaseda in podobni napadi milice so povzročili, da so britanske čete zmanjšale obseg svojih izvidniških pohodov, saj je bila nevarnost, da bi šli dlje kot približno 4 km od Trentona, velika. To je bilo ključnega pomena, ko so Američani začeli zbirati čolne ob reki Delaware pred prečkanjem reke Delaware Georgea Washingtona, ki je kulminiralo z bitko pri Trentonu 26. decembra 1776. Gearyjeve čete so bile nameščene le 5 km od reke in otoka Malta, zbirnega območja za prečkanje.